# У зв'язку з переходом на іншу роботу
«У зв'язку з переходом на іншу роботу» (рос. «В связи с переводом на другую работу») — радянський двосерійний телефільм 1988 року, знятий режисером Сергієм Лінковим на кіностудії «Мосфільм».

## Сюжет
Голова райвиконкому Голощапов, жорстока і безпринципна людина, дізнається, що Виборнова, який займав високе службове становище, повинні відправити на пенсію. Більше догодувати перед ним не потрібно, вирішує він, і по-хамськи поводиться з Виборновим. Проте з'ясовується, що чутки про відхід на пенсію Виборнова помилкові, і тоді Голощапов, побоюючись за свою кар'єру, організовує його вбивство.

## У ролях
- Михайло Жигалов — Павло Романович Важнов
- Віктор Смирнов — Кранід Захарович Голощапов, голова райвиконкому
- Юрій Ступаков — Геннадій Георгійович Виборнов
- Галина Макарова — Устинья Карпівна, мати Важнова
- Микола Засухін — Василь Васильович Сірий, батько Лідії Василівни Важнової
- Валентина Шендрікова — Лідія Василівна, дружина Важнова
- Алла Мещерякова — Калерія Федорівна, дружина Голощапова
- Інна Агєєва — Тоня
- Ніна Дробишева — Аглая Андріївна Полєтаєва
- Сергій Мартинов — Олександр Ілліч Гей

## Знімальна група
- Режисер — Сергій Лінков
- Сценарист — Олександр Мішарін
- Оператор — Анатолій Кузнецов
- Композитор — Веніамін Баснер
- Художник — Наталія Мєшкова